# 第369步兵团 (美国)
第369步兵团（369th Infantry Regiment），也被称为纽约国民警卫队第15团（15th New York National Guard Regiment）是在第一次世界大战和二次世界大战中作战的美国陆军步兵团。这支部队主要由非裔美国人和非裔波多黎各人组成，也是美国远征军第一支由黑人组成的团级战斗部队。在纽约国民警卫队第15团成立前，若非裔美国人想要在前线贡献一份心力，他就只能参加法国或加拿大军队。
曾有說法一战期间德国人称呼他们哈萊姆地狱战士（Harlem Hellfighter），但這在後來被普遍認為是美國媒體偽造的。 另外，他们也被法国人取名為青铜战士（Hommes de Bronze）。